# Casa Propia Entidad de Ahorro y Préstamo
Casa Propia Entidad de Ahorro y Préstamo fue una institución financiera venezolana con base en Barquisimeto, Estado Lara. Fue una de los dos entidades de ahorro y préstamo de Venezuela, compitiendo con Mi Casa EAP. Para inicios de 2010 contaba con 44 oficinas.
Casa Propia fue fundada en 1963 como una Asociación Civil sin fines de lucro, orientada al ahorro de las comunidades para luego invertirlo en desarrollos de viviendas en el Estado Lara, pero a partir de 1994, sus directivos decidieron diversificar el negocio y abarcar otras áreas y se transformó en Compañía Anónima. En mayo de 2009 sus directivos intentaron adquirir Stanford Bank a través de una subasta pública luego de los problemas de la casa matriz de ese banco, sin embargo, fue el Banco Nacional de Crédito quien se adjudicó la operación de subasta.
El 19 de enero de 2010 fue anunciada la intervención de esta entidad financiera junto con el Banco del Sol e Inverunión tal como se mencionó en el número 39.348 de la Gaceta Oficial. Finalmente, la institución fue liquidada el 14 de julio de 2011 según informó la Gaceta Oficial en su edición N° 39.713 y luego gestionada por Banco del Tesoro.
Tras su intervención y posterior liquidación desaparece del plano financiero venezolano la figura de las Entidades de Ahorro y Préstamo.